# 헤일로 레전드
헤일로 레전드(Halo Legends)는 일본에서 제작된 칸노 토시유키 감독의 2010년 애니메이션, 액션, SF 영화이다. 제임스 폴크너 등이 주연으로 출연하였고 조셉 추 등이 제작에 참여하였다.

## 개발

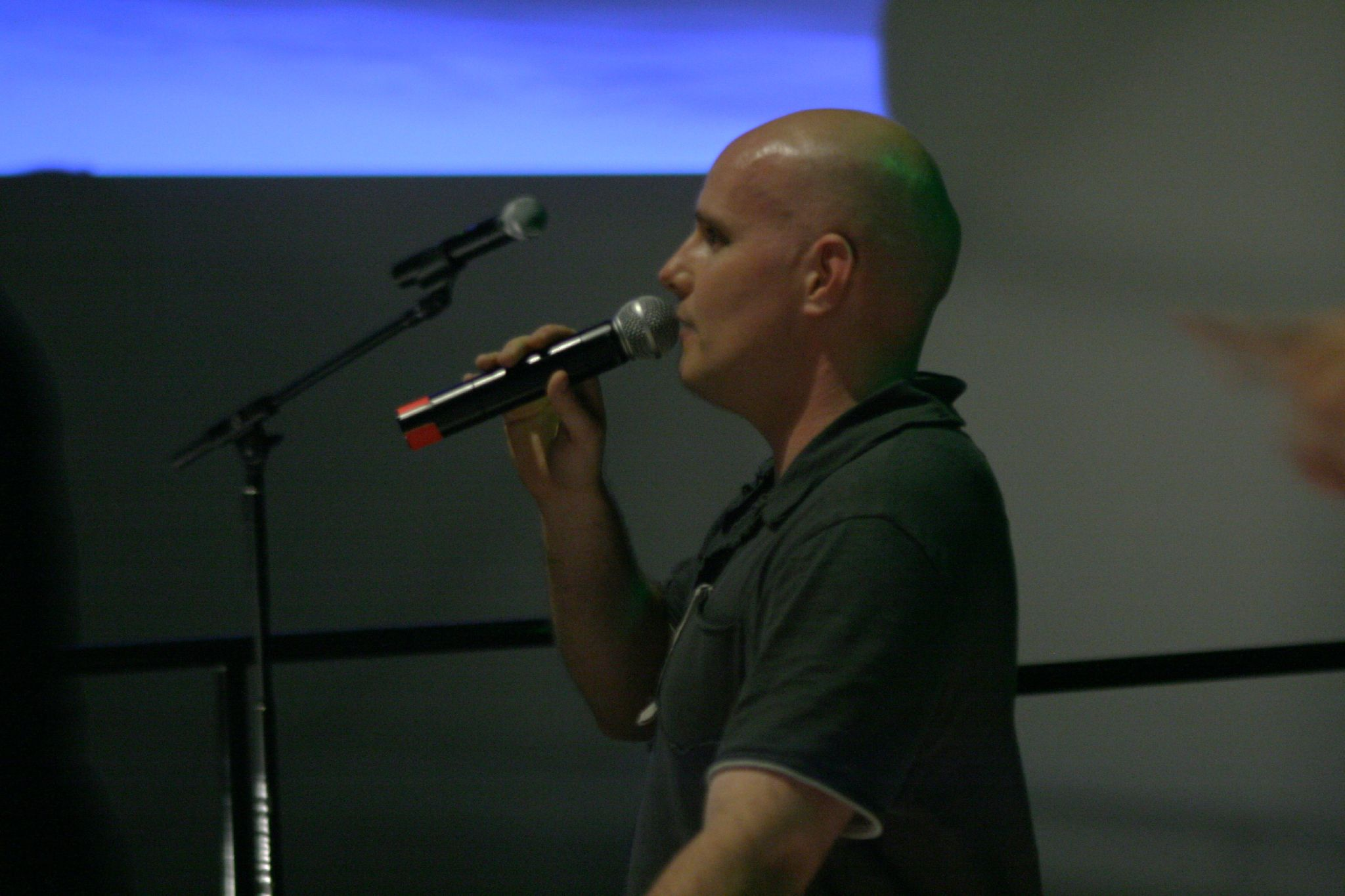
343i의 프랜차이즈 개발 디렉터 프랭크 오코너는 레전드에 등장하는 이야기들을 개발하는 데 깊이 관여했다.

전체 헤일로 프랜차이즈의 개발을 총괄하기 위해 마이크로소프트는 헤일로 브랜드를 관리하는 내부 부서인 343 인더스트리를 설립했다. 343의 크리에이티브 디렉터 프랭크 오코너는 이러한 움직임이 필수적이었다고 말했다. "조지 루카스가 스타워즈를 어떻게 유지했는지, 즉 액션 피규어로 돈을 버는 것뿐만 아니라 우주가 나아가는 방향을 통제한 것을 보면 우리가 왜 이것이 매우 중요하다고 생각하는지 알 수 있습니다."
헤일로 레전드는 2006년 마블 코믹스 연계작인 The Halo Graphic Novel에서 시작되었다. 오코너는 애니메이션 컴필레이션에 대한 아이디어가 프로젝트 추진력을 얻기 몇 년 전부터 존재했다고 말했다. 비디오 게임이나 소설과는 다른 형식과 예술 스타일로 작은 이야기들을 들려주고 싶었던 오코너는 애니메이션이 자연스러운 선택이었다고 말했다. 추가적으로 343 인더스트리는 일본식 서사 스타일이 이야기들과 잘 맞다고 생각했다. 마이크로소프트가 접근한 대부분의 애니메이션 스튜디오는 프로젝트에 참여할 수 있었다. 대부분의 스튜디오는 시리즈에 익숙하더라도 자신만의 이야기를 만드는 것을 "두려워"했기 때문에 오코너는 그들에게 가능한 스토리 처리 방식을 보냈다. 마이크로소프트는 스토리 세부 사항이 정확한지 확인하고 스크립트를 작성하는 데 깊이 관여했으며, 오코너는 최종 제품 대화의 50%가 원본 스크립트에서 그대로 가져온 것이라고 추정했다. 한 가지 이야기를 제외한 모든 이야기는 캐논으로 간주되지만, 오코너는 일부 불일치가 예술적 해석 때문이라고 언급했다.
애니메이션 스튜디오들은 표현에 있어 광범위한 자유를 부여받았다. 오코너는 "우리는 초기에 [헤일로가] 해석을 허용할 수 있다는 것을 깨달았다"며, 우주의 모습과 느낌이 다른 예술적 스타일을 통해서도 지속되었다고 말했다. 스토리와 스타일을 개발하는 과정에서 애니메이션 스튜디오는 헤일로의 스토리 바이블과 예술 자산에 접근할 수 있었다.
전통적인 애니메이션 스타일에서 가장 급진적인 이탈을 보이는 예술 스타일 중 하나는 "더 듀얼"에 나타나며, 모든 셀이 수채화로 손으로 그린 것처럼 보이게 하는 필터를 사용한다. 감독 야마자키 히로시가 이 프로젝트에서 목표로 했던 것은 "관객들이 기존의 두 가지 주요 애니메이션 종류, 즉 셀 드로잉 2D 스타일과 CG 3D 스타일 외에도 다른 애니메이션 스타일이 존재해야 한다는 것을 이해하도록 만드는 것이었다. 창작자들이 제한되지 않고, 스토리를 만들기 위해 다양한 (애니메이션) 스타일의 많은 선택지가 있다는 것을 보여주고 싶었다."
영어 더빙의 녹음은 휴스턴, 텍사스의 세라핌 디지털에서 진행되었다.

## 에피소드
몇몇 에피소드는 명시된 날짜에 헤일로 웨이포인트에서 처음 방송되었다. 각 에피소드는 길이가 10분에서 20분 사이이다.
| "The Babysitter" | STUDIO 4℃           | 2009년 11월 7일     |
| "베이비시터"는 궤도 낙하 충격군(Orbital Drop Shock Troopers), 일명 헬점퍼스(Helljumpers)로 구성된 네 명의 팀을 따른다. 팀은 오'브라이언 일병, 코르테즈 주임상사, 테일러 마일스 상병(더치), 체크맨 상병으로 구성되어 있다. 오'브라이언은 칼-141이라는 SPARTAN-II에게 팀의 저격수 자리를 교체당하고 백업이 된다. 팀은 코버넌트 구역에 유성우를 틈타 침투하여 선지자를 제거하는 임무를 맡는다. 체크맨의 포드는 진입 중 불타버리고, 오'브라이언의 포드는 늪에 착륙한다. 칼은 포드를 구하지만 오'브라이언은 감사해하지 않는다. 잠복 장소로 이동하는 동안, 그룹은 마을을 발견하고 칼은 그 발견을 기록한다. 오'브라이언은 그런트 암살을 시도하지만 브루트에게 공격받는다. 칼은 브루트와 싸워 폭포 아래로 던지고, 다시 거의 죽을 뻔한 오'브라이언을 구한다. 그러나 오'브라이언은 여전히 2인자가 된 것에 화가 나 있다. 산의 잠복 장소에서 칼은 조준을 하지만, 브루트가 돌아와 그룹을 공격한다. ODST들은 브루트를 죽이지만, 칼이 심하게 부상당한 것을 발견한다. 코르테즈는 헬멧을 벗겨 칼이 여성임을 알게 되고, 오'브라이언은 어쩔 수 없이 총을 쏴 선지자를 죽인다. 칼은 부상으로 사망하지만, 코르테즈에게 마을에 대한 데이터를 넘긴다. 나중에 오'브라이언은 자신의 자만심과 자존심이 자신을 지배하게 내버려둔 것과 칼이 자신의 생명을 구해준 것에 대해 감사하지 못했던 것을 한탄한다. 에이코 타나카가 제작하고 칸노 토시유키가 감독했다. |                     |                     |
| "The Duel" | 프로덕션 I.G        | 2009년 11월 21일    |
| "더 듀얼"은 이시카와 미츠히사가 제작하고 야마자키 히로시가 감독했으며, 오시이 마모루가 크리에이티브 감독을 맡았다. 이 이야기는 코버넌트 종교를 따르지 않으려는 아비터에 초점을 맞춘다. 선지자 중 한 명이 팔(Fal)을 이단으로 고발한다. 팔은 굴복하지 않고, 선지자는 그를 함정으로 끌어들이기 위해 다른 엘리트를 보내 그의 아내를 죽인다. |                     |                     |
| "The Package" | Casio Entertainment | 2009년 12월 5일     |
| "The Package" | Casio Entertainment | 2009년 12월 12일    |
| 위장된 인간 함선에 탑승한 스파르탄이라고 불리는 엘리트 초병사 그룹(존-117/마스터 치프, 프레데릭-104, 켈리-087, 아서-079, 솔로몬-069)이 정보 장교로부터 임무에 대한 브리핑을 받는다. 코버넌트 함대가 잠시 시스템에 갇혀 있으며, 스파르탄이 회수해야 할 중요한 "패키지"를 운반하고 있다. 함선은 위장을 풀고 부스터 프레임이라고 불리는 작은 우주선을 타고 스파르탄을 배치한다. 솔로몬은 한 함선에서 패키지를 감지하지만, 너무 늦게 그것이 속임수임을 알게 된다. 함선이 파괴되면서 솔로몬은 사망한다. 마스터 치프는 그들의 목표가 실제로는 코버넌트 기함에 있다는 것을 추론한다. 아서는 전투 중 켈리를 엄호하려다 사망하고, 나머지 스파르탄들은 코버넌트 함선에 탑승한다. 코버넌트의 두터운 방어선을 뚫고 마스터 치프는 패키지, 즉 극저온 동면 상태의 인간 과학자 캐서린 핼시를 회수하는 데 성공하고, 둘은 코버넌트 탈출 포드를 통해 탈출한다. 남은 스파르탄들은 스텔스 함선에 의해 회수되고 시스템을 떠난다. |                     |                     |
| "Origins" | STUDIO 4℃           | 2010년 1월 1일      |
| 헤일로 3의 사건 이후, 인공지능 코타나와 마스터 치프는 전방의 새벽(Forward Unto Dawn)호에 좌초된다. 코타나는 자신의 존재와 선조라고 알려진 고귀하고 고대 종족에 대해 배운 것을 생각한다. 코타나는 과거 사건을 설명한다: 수천 년 전, 선조는 위대한 문명이었지만, 기생성 플러드의 공격을 받았다. 선조는 플러드를 과소평가했고, 그 사이 플러드는 확산되어 흡수한 생명체의 지식을 얻었다. 선조는 용감하게 싸웠지만, 결국 그것이 헛된 싸움임을 깨달았다. 다른 방법을 시도한 후, 그들은 최후의 수단으로 무기를 개발했다. 그것은 플러드와 그들의 식량원, 즉 은하계의 모든 지각 있는 생명체를 파괴할 헤일로라고 불리는 고리형 거대 구조물들의 배열이었다. 헤일로 배열의 활성화로 플러드와 선조가 전멸했지만, 선조는 은하계 전체에 기록된 생명체를 다시 심었다. "오리진스"의 두 번째 부분은 인류 문명의 부흥을 다룬다. 인류의 다른 세계 탐험 및 식민지화는 코버넌트의 부상과 동시에 일어난다. 코버넌트는 선조를 숭배하고 그들의 기술을 역설계하는 외계 종족의 신권 정치적 동맹이다. 코버넌트는 인류에 대한 대규모 섬멸 전쟁을 시작한다. 헤일로: 컴뱃 이볼브드, 헤일로 2, 헤일로 3의 사건들이 요약된다. 코버넌트 엘리트 집단이 인류와 동맹을 맺어 플러드가 다시 은하계로 확산되는 것을 막고, 인간과 코버넌트 사이의 오랜 전쟁이 끝난다. 현재, 코타나는 헤일로가 은하계의 수많은 비밀 중 하나일 뿐이라고 수수께끼처럼 경고한다. "오리진스"는 전체 헤일로 세계의 이야기를 명확하게 전달할 기회였다. 프랜차이즈의 많은 부분이 오코너가 "조각조각"이라고 부르는 방식으로만 탐구되었었다. |                     |                     |
| "Homecoming" | 비 트레인           | Unaired on Waypoint |
| 비 트레인 제작, 마시모 고이치 총괄 제작, 가와사키 히로유키 각본, 사와이 코지 감독. 하베스트 행성에서 UNSC 병력은 코버넌트에 의해 갇혀 있다. 데이지-023이라는 암호명의 스파르탄이 도착하여 UNSC 병력의 대피를 돕는다. 전투 중 데이지는 SPARTAN-II 초병사 프로젝트에서의 과거를 회상한다. 프로젝트를 탈출하여 집으로 돌아가기로 결심했을 때, 그녀는 자신을 대체하는 클론을 발견한다. 데이지는 총을 뽑지만, 클론을 죽이지 못하고 군대로 돌아가기로 결심한다. 클론은 데이지에게 작은 테디 베어를 준다. 이는 데이지가 SPARTAN-II 프로젝트에 입대하기 전 가지고 있던 것과 비슷하다. 현재, 데이지는 총에 맞아 사망한다. 그녀의 시신은 마스터 치프에게 발견되고, 마스터 치프는 그녀 옆의 테디 베어를 주워 그녀의 손에 쥐어준다. |                     |                     |
| "Prototype" | 본즈                | Unaired on Waypoint |
| 고스트라는 별명을 가진 해병 상사와 그의 폭파팀은 시제품 무기 시설이 코버넌트 손에 넘어가는 것을 막기 위해 파괴 임무에 투입된다. 이전 임무에서 소대 전체가 전멸했던 전철을 밟고 싶지 않았던 고스트는 중장갑 슈트를 강탈하여 대원들의 대피를 엄호한다. 고스트는 코버넌트 병력에게 막대한 피해를 입히지만, 압도적인 적과 심각한 부상에 시달린다. 마지막 대피선들이 날아갈 때, 그는 슈트의 자폭 기능을 사용하여 근처 코버넌트를 파괴하고 임무를 완수한다. 스튜디오 본즈가 애니메이션을 제작하고, 교다 토모키와 무라키 야스시가 감독했으며, 아라마키 신지가 프로덕션 디자인을 담당했다. |                     |                     |
| "Odd One Out" | 도에이 애니메이션   | N/A                 |
| 도에이 애니메이션 컴퍼니가 애니메이션을 제작하고 니시오 다이스케가 각본 및 감독을 맡은 "오드 원 아웃"은 헤일로 세계의 패러디이며 정식 설정이 아니다. 이 에피소드는 심한 자아도취와 지독한 불운에 시달리지만, 그 자체로도 꽤 유능한 전사인 스파르탄 1337의 모험을 다룬다. 그는 수송선에서 떨어져 우연히 한 행성에 좌초된다. 이 행성에는 공룡과 좌초된 아이들 그룹이 살고 있으며, 두 명의 나이 많은 아이들은 초인적인 힘을 가지고 있다. 코버넌트는 최신 무기인 플루톤이라는 야수형 전사를 시험한다. 1337과 아이들은 반격하지만, 압도당한다. 그러나 아이들의 함선(그들이 "엄마"라고 부르는 AI)이 야수를 슬립스페이스로 발사한다. 코타나가 이를 감지했을 때, 그녀는 마스터 치프에게 그것이 행복하니 내버려두라고 말한다. 1337은 집결 지점으로 향하지만, 익룡에게 붙잡혀 날아간다. |                     |                     |

2010년 출시된 DVD에는 다른 에피소드 순서가 있다.
1. 오리진스 I
2. 오리진스 II
3. 더 듀얼
4. 홈커밍
5. 오드 원 아웃
6. 프로토타입
7. 더 베이비시터
8. 더 패키지

## 출시 및 평가
헤일로 레전드는 원래 2월 9일에 출시될 예정이었으나, 출시가 일주일 연기되어 2월 16일로 정해졌다. 이 컴필레이션은 세 가지 다른 소매 패키지로 출시되었다. 모든 에피소드가 포함된 일반 DVD 버전, 추가 해설이 포함된 2디스크 스페셜 에디션, 그리고 스페셜 에디션 기능과 헤일로 스토리라인 요약이 포함된 블루레이 디스크 에디션이다. 이 영화의 미국 초연은 2월 10일 샌프란시스코의 AMC 메트레온에서 열렸으며, 동반 사운드트랙은 전날 섬씽 디스트리뷰션에 의해 발매되었다.
레전드에 대한 평가는 대체로 긍정적이었다. IGN UK의 올랜도 파르피트는 헤일로와 일본 애니메이션을 결합하기로 한 결정이 이상한 선택처럼 보였지만, "헤일로 레전드는 이 두 세계를 융합하려는 성공적이지만 고르지 못한 시도임을 증명하며, 번지의 기념비적인 슈팅 게임에 단순히 관심을 갖는 것 이상인 사람들에게는 확실히 필수적인 시청 경험이 될 것이다."라고 썼다. IGN US 평론가 신디 화이트와 크리스토퍼 몬페트는 단편 영화들이 "일반적인 SF 팬들에게도 놀랍도록 접근하기 쉽다"며, 이 컬렉션이 "시간을 들일 가치가 충분하다"고 말했다. 게임 인포머의 맷 밀러는 헤일로 레전드가 멀티플레이어 게임플레이에 관심 있는 팬이 아닌, 스토리에 관심 있는 프랜차이즈 팬들에게 어필할 것이라고 말했다.
렌트랙과 홈 미디어 매거진의 수치에 따르면, 레전드는 미국 내 첫 주 판매량에서 블루레이 디스크 판매량 2위, DVD 판매량 4위를 기록했다. 또한 일본 블루레이 디스크 순위에서는 7위를 차지했다. 2주차에는 미국 블루레이 디스크 상위 20위 차트에서 떨어졌고, DVD 판매량은 10위로 하락했다. The-Numbers.com에 따르면, 레전드는 첫 주에 256만 달러 상당의 상품 또는 16만 8천 장의 DVD를 판매했다. 판매량은 나중에 832만 달러에 달했으며, 거의 60만 장이 팔렸다. 2018년 현재, 미국 내 DVD 판매액은 1100만 달러에 달했다.

## 사운드트랙
사운드트랙은 타카하시 테츠야와 타카나시 야스하루와 같은 다양한 아티스트가 작곡했다. 사운드트랙에는 주로 마틴 오도넬과 마이클 살바토리의 원곡을 리믹스한 곡들이 포함되어 있지만, 자체 오리지널 곡도 일부 포함되어 있다.
| #   | 제목                         | 재생 시간 |
| --- | ---------------------------- | --------- |
| 1.  | 〈Ghosts of Reach〉          | 1:22      |
| 2.  | 〈Brothers in Arms〉         | 1:41      |
| 3.  | 〈Truth and Reconciliation〉 | 5:57      |
| 4.  | 〈Opening Suite 1〉          | 0:58      |
| 5.  | 〈Opening Suite 2〉          | 2:26      |
| 6.  | 〈Halo〉                     | 2:21      |
| 7.  | 〈Desperate Measures〉       | 1:56      |
| 8.  | 〈Cairo Suite 1〉            | 2:09      |
| 9.  | 〈Delta Halo Suite〉         | 5:19      |
| 10. | 〈Machines and Might〉       | 1:01      |
| 11. | 〈Remembrance〉              | 1:12      |
| 12. | 〈Blade and Burden〉         | 1:06      |
| 13. | 〈Steel and Light〉          | 1:15      |
| 14. | 〈Impend〉                   | 0:50      |
| 15. | 〈True Arbiter〉             | 2:42      |
| 16. | 〈The Maw〉                  | 1:08      |
| 17. | 〈Unforgotten〉              | 2:38      |
| 18. | 〈Shattered Legacy〉         | 0:59      |
| 19. | 〈Out of Darkness〉          | 1:10      |
| 20. | 〈High Charity Suite 2〉     | 2:33      |
| 21. | 〈Into Light〉               | 0:35      |
| 22. | 〈Sacred Icon Suite 2〉      | 1:42      |
| 23. | 〈Rescue Mission〉           | 1:16      |
| 24. | 〈The Last Spartan〉         | 2:26      |
| 25. | 〈High Charity Quartet〉     | 0:59      |
| 26. | 〈Here in Peril〉            | 1:09      |
| 27. | 〈Earth City〉               | 3:25      |
| 28. | 〈Risk and Reward〉          | 0:49      |
| 29. | 〈Exit Window〉              | 2:29      |
| 30. | 〈Finale 2〉                 | 1:20      |

## 출연

### 주연
- 제임스 폴크너
- 루시 크리스티안

### 조연
- 디크 앤더슨
- 그렉 에이리스
- 존 스웨시
- 타나카 아츠코
- 크리스 패튼
- 마에다 아이
- 크리스 에이리스
- 브리트니 카보스키
- 오오츠카 아키오
- 쉘리 카렌-블랙
- 이노우에 카즈히코
- 쿠와시마 효코
- 후지와라 케이지
- 세키 토모카즈
- 데이빗 마트랑가
- 저스틴 도란
- 노토 마미코
- 토우치 히로키
- 이노우에 키쿠코
- 칼리 모지어
- 조쉬 그렐레
- 미야케 켄타
- 에밀리 네브스
- 앤디 맥아빈
- 마츠모토 야스노리
- 존 그렘밀리온
- 치바 스스무
- 에바라 마사시
- 혼다 타카코
- 센다이 에리
- 도이 미카
- 오토모 류자부로
- 롭 먼글
- 아베 아츠시
- 카세 야스유키
- 카네다 토모코
- 크리스 허치슨
- 아카바네 켄지
- 멜리사 데이비스
- 조지 맨리
- 블레이크 쉐파드
- 이이지마 하지메
- 사토 사토미
- 레랄도 안잘두아
- 타카하시 켄지
- 마티 플렉
- 마크 라스코스키
- 히라이 케이지
- 키우치 레이코
- 오오하라 타카시
- 키무라 마사후미
- 쇼지 유이
- 카와하라 모토유키

## 제작진
- 원조: 조셉 스테튼
- 공동제작: 케빈 그레이스
- 공동제작: 앨리슨 스트롤
- 라인프로듀서: 미나미 마사히코
- 라인프로듀서: 베로니카 페슈테리아누
- 미술: 아라마키 신지
- 미술: 후타무라 히데키
- 미술: 와타베 타카시